# Ciénaga de Tesca
Ciénaga de Tesca är en lagun i Colombia.   Den ligger i departementet Bolívar, i den norra delen av landet, 700 km norr om huvudstaden Bogotá. Arean är 19,4 kvadratkilometer. Runt Ciénaga de Tesca är det i huvudsak tätbebyggt. Den sträcker sig 8,3 kilometer i nord-sydlig riktning, och 4,7 kilometer i öst-västlig riktning.
Följande samhällen ligger vid Ciénaga de Tesca:
- Cartagena (952 024 invånare)